# Michél Mazingu-Dinzey
Michél Sinda Mazingu-Dinzey (Berlino, 15 ottobre 1972) è un ex calciatore tedesco naturalizzato della Repubblica Democratica del Congo, di ruolo centrocampista.

## Biografia
Di padre della Repubblica Democratica del Congo e madre tedesca, nacque e crebbe in Germania.

## Carriera

### Club
A livello giovanile, giocò per SpVgg Schöneberg, VfL Schöneberg e Wannsee. Passò poi nella prima squadra di quest'ultimo club, per poi trasferirsi al Lichterfelde. Nel 1994, fu messo sotto contratto dallo Stoccarda, per cui debuttò nella Bundesliga in data 23 agosto, subentrando a Gerhard Poschner nella vittoria per 0-2 sul campo del Monaco 1860. Si trasferì poi al St. Pauli e allo Hertha Berlino.
Si accordò allora con il Monaco 1860, con cui conquistò anche una partecipazione alla Champions League. Militò poi nelle file dello Hannover 96. Quest'ultima squadra lo cedette in prestito ai norvegesi del Vålerenga, nel corso del 2001. Esordì con questa formazione, all'epoca militante nella 1. divisjon, in data 21 luglio: fu titolare nella vittoria per 3-2 sullo Ørn-Horten. Contribuì alla promozione del Vålerenga.
Terminato questo prestito, tornò in Germania per giocare nell'Eintracht Braunschweig. Tornò poi al St. Pauli per un triennio, prima di accordarsi con lo Holstein Kiel. Chiuse la carriera nel 2008.

### Nazionale
Mazingu-Dinzey vestì le maglie di Zaire e della RD del Congo. Partecipò a tre edizioni della Coppa delle Nazioni Africane: 1996, 2000 e 2004.